# Ліз Данфорт
Елізабет Т. Денфорт (англ. Liz Danforth) — ілюстраторка, редакторка, сценаристка і дизайнерка сценаріїв для рольових і відеоігор. Вона безперервно працювала в ігровій індустрії з середини 1970-х років.

## Молодість і освіта
Елізабет здобула ступінь бакалавра з антропології в Університеті штату Аризона та ступінь MLS в Університеті Аризони.

## Творча робота
У 1978 році Flying Buffalo найняла Елізабет як штатну художницю та для продюсерської роботи, і опублікувала її журнал Sorcerer's Apprentice (1978—1983) у 17 номерах. Під час роботи з Flying Buffalo Елізабет відома редагуванням і розробкою п'ятого видання головної рольової гри фірми Tunnels & Trolls. Вона повторила цю роль у 2013 році для нового видання Deluxe Tunnels & Trolls.
Елізабет відома в основному як незалежна художниця у жанрах фентезі та наукової фантастики, причому більша частина її робіт була ілюстраціями для ігрової індустрії між 1976 і 2004 роками. Вона створила обкладинки, карти та ілюстрації для багатьох відомих видавців ігор, зокрема Wizards of the Coast, TSR, Inc., Alderac Entertainment Group, FASA Corporation, Iron Crown Enterprises, GDW тощо. Вона створила понад 50 творів мистецтва для колекційної карткової гри magic: The Gathering (виробництва Wizards of the Coast), а також стільки ж ілюстративних робіт для Middle-earth Collectible Card Game, Legend of the Five Rings та багатьох інших. інші. Її карти та ілюстрації з'являються в романах і антологіях Bantam Spectra, Tor Books, DAW Books і St Martin's Press.
Елізабет була фрілансеркою для індустрії комп'ютерних ігор, розробляючи сценарії для Wasteland, Wasteland 2 і двох ліцензованих комп'ютерних ігор Star Trek від Interplay. Вона працювала над Interplay's Meantime, який так і не вийшов. Вона була провідною розробницею комп'ютерної гри Tunnels & Trolls компанії New World Computing і працювала над проєктами з Electronic Arts.
На 1995 Origins Awards, що відбулася в липні 1996 року, Елізабет Денфорт була введений до Зали слави Академії ігрових мистецтв і дизайну. Академія є творчим підрозділом GAMA, Асоціації виробників ігор. Вона є довічним членом ASFA, Асоціації художників наукової фантастики та фентезі. У 2014 році голосуванням її обрали як «відому дизайнерку ігор», щоб стати королем червів у колоді гральних карт Flying Buffalo 2014 Famous Game Designers.
Елізабет була почесною гостею багатьох конференцій наукової фантастики протягом останніх 30 років, включаючи Cascadia Con, північноамериканську конференцію наукової фантастики, що відбулася в Сіетлі у 2005 році.
Інші її досягнення включають:
- Серія «Ірландська країна» (романи Патріка Тейлора; видавець Macmillan Publishers / St Martin's Press: карти
- Колекційна карткова гра «Battletech» (корпорація FASA): карткова художниця
- Чейсулі та Мечоносець (романи Дженніфер Роберсон; видавець DAW Books): карти
- Війна корони драконів (роман Майкла А. Стекпола; видавець: Bantam Spectra; 2002): карта
- Розбійники: Грабіжники та розбійники (антологія під редакцією Дженніфер Роберсон; видавець: DAW Books; 1997): ілюстраторка
- Легенда про палаючі піски (видавництво Five Rings): карткова художниця
- Колекційна карткова гра «Легенда про п'ять перснів» (Alderac Entertainment): карткова художниця
- Пригодницька гра «Володар перснів» і рольова гра «Середзем'я» (ICE): ілюстраторка численних книг і модулів[16]
- Magic: the Gathering: карткова художниця у Legends, Ice Age, Fallen Empires, Homelands, Alliances, Coldsnap, Mirage, Time Spiral і в наборі пародій Unhinged. Її мистецтво з'являється в Magic: The Gathering Online, а також на кількох рекламних листівках.
- Про кубики та ручку (антологія редактора Фреда Путра; видавець: Flying Pen Press, 2008): оповідання
- Духовна брама (роман Кейт Елліотт; видавець: Tor Books, 1997): карти
- Wasteland (1988 відеогра від Interplay): дизайнерка сценарію
- Star Trek: 25th Anniversary (відеогра 1992 року від Interplay): авторка сценарію
- Star Trek: Judgment Rites (відеогра 1993 року від Interplay): авторка сценарію
- Tunnels & Trolls Fifth Edition (видавець: Flying Buffalo Inc, 1979): редакторка, розробниця та ілюстраторка
- Crusaders of Khazan (відеогра, New World Computing, 1990): головна сценаристка/дизайнерка

Елізабет Денфорт продовжує займатися мистецтвом та ілюстрацією як позаштатна працівниця. Її залучили для створення сценаріїв і дизайну для Wasteland 2.

## Навчальна робота
Елізабет здобула ступінь магістра з інформаційних та бібліотечних наук (Університет Аризони, 2008), і була однією з десятка відібраних вручну «експертів з ігор», які взяли участь у проєкті Американської бібліотечної асоціації з мільйонним грантом, щоб дослідити, як ігри можуть бути використані для покращення навичок розв'язання проблем і грамотності, а також розробити модельний ігровий «інструментарій» для проведення ігор у бібліотеках. Десять бібліотек по всій країні були відібрані для отримання одноразового гранту в розмірі 5 000 доларів США, які будуть використані для розширення або доповнення ігрового досвіду на основі грамотності в бібліотеці для молоді у віці 10-18 років.
З травня 2009 по грудень 2011 Елізабет Денфорт писала блог «Ігри, гравці та процес гри» та колонку для Library Journal як прихильник і популяризатор ігор у бібліотеках. Вона виступає на професійних і фанатських конференціях, а також у бібліотеках на теми, пов'язані з іграми. Перебуваючи в Аризони, вона продовжує займатися мистецтвом і писати.